# San Marco d'Alunzio
San Marco d'Alunzio este o comună în Provincia Messina, Sicilia din sudul Italiei. În 2011 avea o populație de 2.083 de locuitori.

## Demografie
San Marco d'Alunzio - evoluția demografică

|  | Graficele sunt indisponibile din cauza unor probleme tehnice. Mai multe informații se găsesc la Phabricator și la wiki-ul MediaWiki. |

Date: Recensăminte sau birourile de statistică - grafică realizată de Wikipedia